# سدریک سگن
سدریک سگن (فرانسوی: Cédric Séguin‎؛ زادهٔ ۳ آوریل ۱۹۷۳) شمشیرباز اهل فرانسه بود.
وی در مسابقات کشوری و بین‌المللی در مجموع برندهٔ ۱ مدال نقره شده‌است.